# Mirande
Mirande (gaskonsko Miranda) je naselje in občina v južni francoski regiji Jug-Pireneji, podprefektura departmaja Gers. Leta 2008 je naselje imelo 3.725 prebivalcev.

## Geografija
Kraj leži v pokrajini Gaskonji ob reki Grande Baïse, 24 km jugozahodno od Aucha.

## Uprava
Mirande je sedež istoimenskega kantona, v katerega so poleg njegove vključene še občine Bazugues, Belloc-Saint-Clamens, Berdoues, Clermont-Pouyguillès, Idrac-Respaillès, Laas, Labéjan, Lagarde-Hachan, Lamazère, Loubersan, Marseillan, Miramont-d'Astarac, Moncassin, Ponsampère, Saint-Élix-Theux, Saint-Martin, Saint-Maur, Saint-Médard, Saint-Michel, Saint-Ost, Sauviac in Viozan s 7.565 prebivalci.
Naselje je prav tako sedež okrožja, v katerem se nahajajo kantoni Aignan, Marciac, Masseube, Miélan, Mirande, Montesquiou, Plaisance in Riscle s 36.683 prebivalci.

## Zanimivosti
Naselbina je bila ustanovljena kot srednjeveška bastida v letu 1281.
- gotska katedrala Božje Matere Marije iz 15. stoletja, sedež nekdanje škofije,
- stolpa Tour du Rohan, Tour du Bourreau,
- muzej lepih umetnosti, dekorativne umetnosti.

## Pobratena mesta
- L'Eliana (Valencia, Španija),
- Korntal-Münchingen (Baden-Württemberg, Nemčija),
- San Mauro Torinese (Piemont, Italija),
- Tubize (Valonija, Belgija).